# Stazione di Santa Caterina
La stazione di Santa Caterina era una fermata ferroviaria posta nell'omonima località del comune di San Giovanni Suergiu, lungo la linea Siliqua-San Giovanni Suergiu-Calasetta.

## Storia
La fermata fu istituita a ridosso della parte iniziale dell'istmo artificiale che collega la Sardegna con l'isola di Sant'Antioco alla fine degli anni trenta dalla Ferrovie Meridionali Sarde, con lo scopo di servire la centrale termoelettrica di Santa Caterina, inaugurata nel 1939. Al di la del servizio viaggiatori che interessava la località e le maestranze che vi lavoravano, la strategicità della fermata si ricollegava al funzionamento della centrale stessa, nata negli anni dell'autarchia per poter generare corrente elettrica bruciando il carbone Sulcis estratto nelle miniere della zona, carbone che veniva inoltrato via ferrovia a Santa Caterina da dove, attraverso un raccordo che si diramava dal nuovo impianto, veniva trasportato all'interno della centrale.

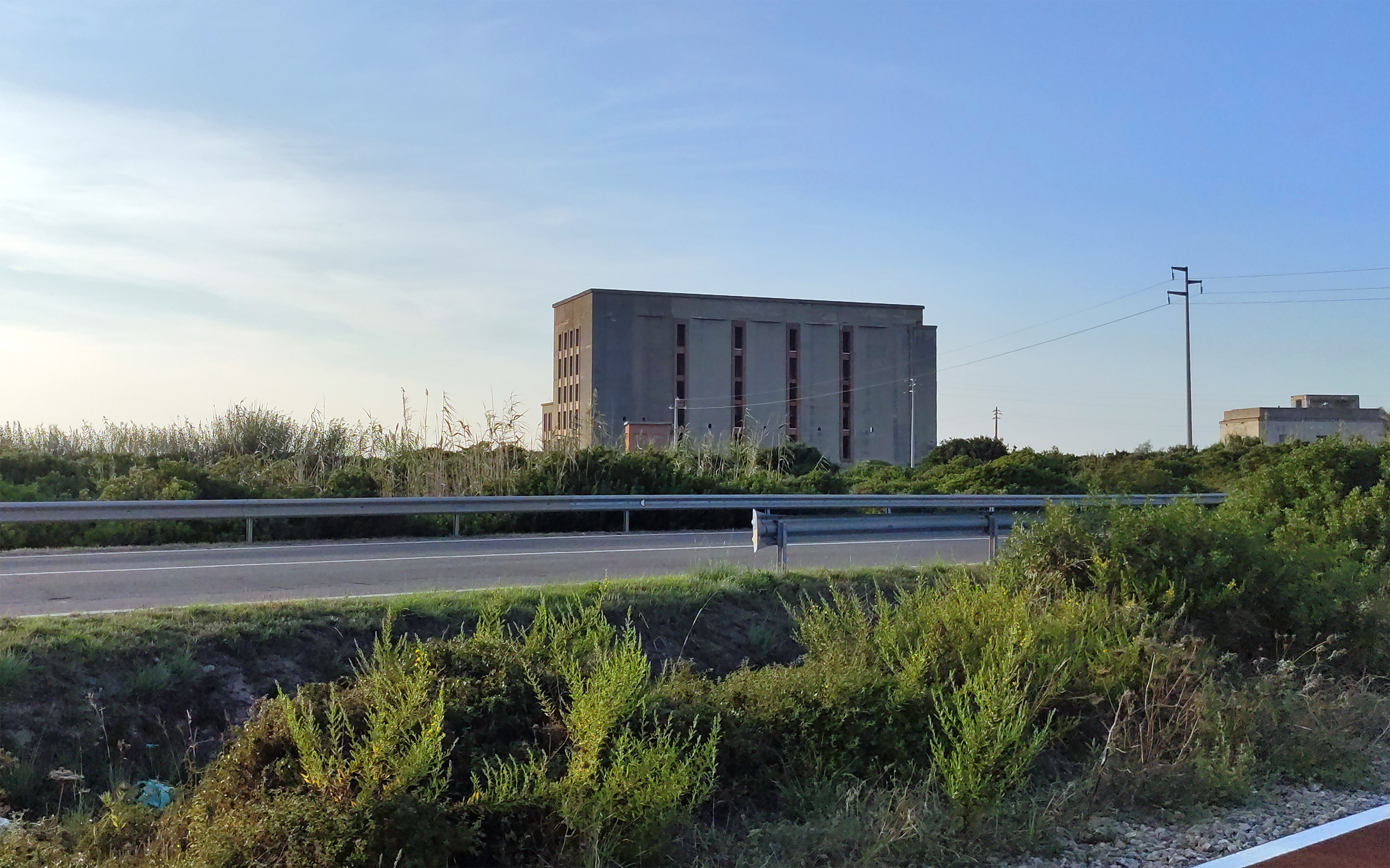
La fermata nacque per servire la vicina centrale di Santa Caterina, a cui era collegata da un breve raccordo

La rilevante mole di treni carboniferi che effettuavano il trasporto di questo combustibile tra le miniere di Carbonia, la centrale di Santa Caterina ed il vicino porto di Sant'Antioco portò nel 1940 all'attivazione dell'esercizio a doppio binario nel tronco ferroviario in cui la fermata era compresa.
Anche nell'immediato dopoguerra lo scalo di Santa Caterina continuò la sua attività legata principalmente all'approvvigionamento di combustibile per la centrale, tuttavia con la crisi dell'industria mineraria nel Sulcis a partire dagli anni cinquanta e la successiva chiusura della centrale a metà anni sessanta tale funzione venne meno; sempre in quel periodo il tronco tra Carbonia e Sant'Antioco Ponti (nel cui tracciato era posta la fermata) venne riportato all'esercizio a singolo binario.
Malgrado la chiusura della centrale di Santa Caterina l'impianto rimase attivo anche negli anni successivi per il solo servizio viaggiatori (sebbene come fermata facoltativa), finché il 1º settembre 1974 la rete ferroviaria FMS venne chiusa all'esercizio, le quali rimpiazzarono le relazioni sino a quel momento espletate coi treni con autocorse sostitutive. Nonostante ciò la fermata era posta nell'unico tronco della rete FMS che sarebbe dovuto restare attivo dopo tale data, il Carbonia-Sant'Antioco Ponti, previa riconversione allo scartamento ordinario e la connessione alla ferrovia Villamassargia-Carbonia delle Ferrovie dello Stato. Tuttavia la mancata concretizzazione del progetto fece sì che lo scalo di Santa Caterina non riaprisse più, venendo poi interamente smantellato negli anni successivi.

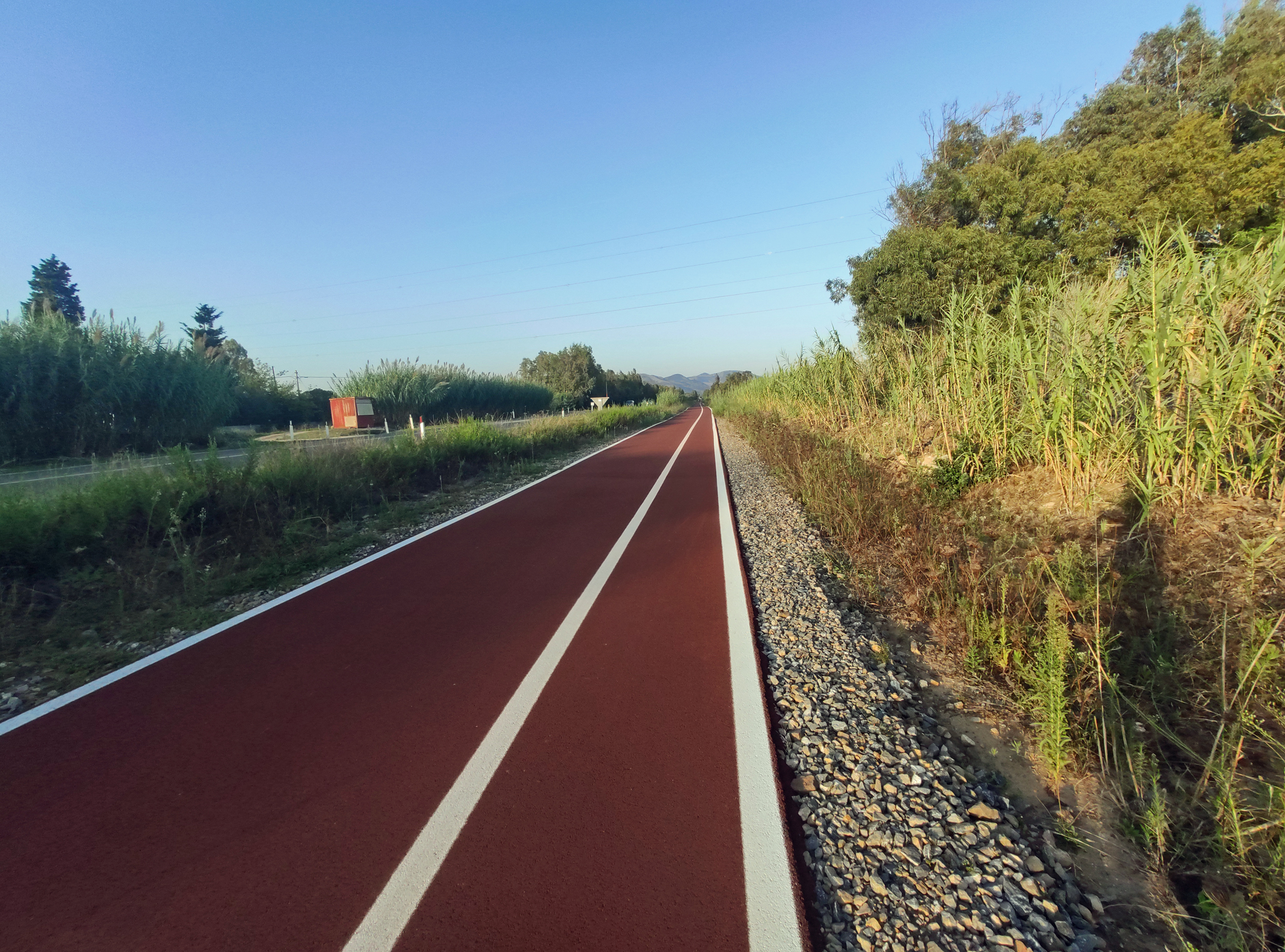
L'area dove sorgeva la fermata nel 2020, attraversata dalla pista ciclopedonale sorta sul sedime della ferrovia. Della struttura non rimane più alcuna traccia in loco

## Strutture e impianti
Dal 1974 la fermata non è più attiva e le sue strutture sono state integralmente rimosse dopo la chiusura della Siliqua-San Giovanni Suergiu-Calasetta.
Ubicato a ridosso della SS 126, nei primi decenni di attività l'impianto era dotato di due binari di corsa a scartamento ridotto (950 mm), dotati di una singola comunicazione tra loro. Dal binario più vicino alla centrale si diramava un breve raccordo che, dopo aver attraversato con un passaggio a livello la strada statale, entrava all'interno dell'area originariamente di proprietà della Società Elettrica Sarda, in cui era presente un fascio binari per la ricezione dei treni e lo scarico del carbone dagli stessi. Presente nell'area anche una piattaforma girevole per l'inversione del senso di marcia delle locomotive.

## Movimento
Nel periodo in cui fu attiva, la fermata era servita dai treni passeggeri e merci delle Ferrovie Meridionali Sarde. Il servizio merci fu espletato con la vicina centrale termoelettrica di Santa Caterina in attività, a cui venivano inviate, tramite il raccordo avente origine dalla fermata, circa 250 tonnellate di carbone al giorno nei primi decenni di attività.